# Thinophilus parmatus
Thinophilus parmatus är en tvåvingeart som beskrevs av Patrick Grootaert och Henk J.G. Meuffels 2001. Thinophilus parmatus ingår i släktet Thinophilus och familjen styltflugor. Inga underarter finns listade i Catalogue of Life.